# Animatiefilm in Nederland
De traditie van de Nederlandse animatiefilm gaat terug tot de jaren 10 van de 20e eeuw. Het is geen geschiedenis van grote studioproducties, hoewel de laatste jaren zich kenmerken door een toename van het aantal lange animatiefilms. De Nederlandse animatiefilm staat bekend om een grote diversiteit aan inventieve toegepaste films en korte internationaal gelauwerde auteursfilms, gemaakt door relatief kleine studio’s en individueel werkende kunstenaars. Driemaal won een film een Oscar voor beste korte animatiefilm:  Het Zandkasteel (1977), Anna & Bella (1985) en Father and Daughter (2000).

## Geschiedenis

### 1919 - 1940
In het begin van de Nederlandse animatiefilm worden er vooral korte opdrachtfilms gemaakt. George Debels is de meest productieve animatiepionier en hij richt zich met tientallen korte reclamefilms vooral op de lokale markt. Een vroeg voorbeeld is de film Een avontuurtje in het luchtruim (1919) waarin reclame gemaakt wordt voor de Eerste Luchtverkeer Tentoonstelling Amsterdam, gemaakt door George Debels en Alex Benno. George Pal vestigde in Eindhoven de eerste Nederlandse animatiefilmstudio, de Palstudio. Zijn reclamefilms hebben vaak een handig uitgesponnen verhaallijn waarin bijvoorbeeld Horlicks melkproducten of Philips gloeilampen uitkomst bieden in lastige omstandigheden. Pal ontwikkelde een speciale animatietechniek voor zijn poppenfilms, ook wel Puppetoons genaamd, waarmee hij wereldfaam verwierf. Een van de weinige vrije films uit deze periode is de silhouettenfilm De moord van Raamsdonk (1936), gemaakt door schimmenspeler Frans ter Gast en filmmaker Otto van Neijenhoff.

### 1940 - 1959
Gedurende de bezetting van Nederland worden verschillende nieuwe animatiestudio’s opgericht. Zo produceerde de productiemaatschappij Nederland Film de antsemitische tekenfilm en propagandafilm  Van den vos Reynaerde. De filmproductiebedrijven van Marten Toonder Marten Toonder en Joop Geesink blijven tot lang na de oorlog gezichtsbepalend voor de animatiefilm in Nederland. De medewerkers van de Toonder Studio's en Dollywood nemen in die vroege jaren voorbeeld aan de klassieke Hollywood-traditie. In de studio’s worden jaarlijks tientallen teken- en poppenfilms gemaakt waarin de specifieke wensen van de opdrachtgever gecombineerd werden met een uitgekiend gevoel voor entertainment. Een groot deel van de films wordt geproduceerd voor de internationale markt en films uit beide studio’s winnen internationale filmprijzen. In grootschalige Dollywood-producties als Kermesse Fantastique uit 1951 of Piccolo, Saxo and Company uit 1959 figureren honderden poppen in tot in de kleinste details uitgewerkte decors.
In de jaren vijftig worden weinig vrije animatiefilms geproduceerd. Uitzondering zijn twee tekenfilms van regisseur Harold Mack die binnen de Toonder Studio’s tot stand komen: de op Chinese filosofie en schilderkunst geïnspireerde film De Gouden Vis uit 1952 en Moonglow uit 1955, het liefdesverhaal van Pierrot en een gracieus dansende Pierrette.

### 1960 - 1979
In de loop van de jaren 60 manifesteert zich een generatie animatiefilmers die korte vrije films wil maken. Sommigen hebben een animatieopleiding genoten binnen de Toonder- of Dollywood-studio’s, anderen zijn afkomstig uit de beeldende kunst of autodidact. Hun films richten zich op een volwassen publiek en behandelen maatschappijkritische of actuele thema’s. In Brainwash uit 1973 geeft Ronald Bijlsma zijn satirische kijk op totalitaire regimes. In zijn film In the Void uit 1968 maakt hij gebruik van een series gouaches die direct onder de camera worden geschilderd. Er wordt door Nederlandse animatiefilmers geëxperimenteerd met een grote verscheidenheid aan stijlen en technieken. Daarbij is het traditionele verhalende aspect niet noodzakelijk het belangrijkste. Een aantal filmmakers experimenteert met abstracte vormgeving; zo liet Maarten Visser zich in een film als Zebra uit 1965 inspireren door Romeinse mozaïekvloeren. In Slippery Slope uit 1972 abstraheren Karin Wiertz & Jacques Verbeek landschappen en interieurs.
In de jaren zestig en zeventig richten steeds meer makers zich op producties voor televisie. In 1972 ontwerpt Joop Geesink mascotte Loeki de Leeuw die jarenlang een in korte filmpjes optreedt en in de STER reclameblokken op de Nederlandse televisie. De financiële mogelijkheden om vrije korte films te maken zijn echter beperkt. Filmmakers Co Hoedeman en Paul Driessen vertrekken naar de National Film Board of Canada. Hoedeman maakt in Canada zijn lyrische zandanimatie Het Zandkasteel, waarmee hij in 1977 een Oscar won. Regisseur Paul Driessen werkt sinds 1972 afwisselend in Nederland en Canada aan films die internationaal veel prijzen winnen. In de voor een Oscar genomineerde film 3Misses geeft hij drie bekende verhaallijnen een onverwachte dramatische twist. In navolging van internationale ontwikkelingen wordt in 1973 een beroepsvereniging van animatiefilmers opgericht, Vereniging Holland Animation. In 1978 richt Cilia van Dijk Stichting Animated People (STAP) op, die zich inzet voor de distributie van animatiefilms.

### 1980 - 1989
In 1983 ziet de eerste in het Nederlands geproduceerde avondvullende tekenfilm het levenslicht, Als je begrijpt wat ik bedoel, gemaakt bij de Toonder Studio’s en gebaseerd op een verhaal uit de Bommelsaga. Twee animatoren, die lange tijd werkzaam waren bij de Toonder Studio’s, zijn in de jaren 80 succesvol met animatiefilms met een duidelijk persoonlijk stempel. Børge Ring wint een Oscar met het vol schwung geanimeerde verhaal van de zusjes Anna Bella die onder het genot van een glaasje wijn weemoedig terugblikken op hun leven. Harrie Geelen maakt gebruik van diverse kleurrijke tekenstijlen om de personages in zijn film Getekende Mensen vorm te geven. De soundtrack bestaat uit een montage van authentieke interviews met mensen die vertellen over hun ervaringen met drugproblematiek. De film wint in 1985 een Gouden Kalf in de categorie documentaire. Filmmakers Monique Renault en Gerrit van Dijk tekenen samen de film Pas a Deux, waarin twee iconische danspartners voortdurend van gedaante veranderen, van Charlie Chaplin tot Superman, en van de maagd Maria tot Grace Jones. Fotograaf Paul en zoon Menno de Nooijer maken vanaf halverwege de jaren 80 samen films waarin zij gebruik maken van afwijkende sluitertijden, pixilation en fotografische technieken. Zij komen tot een heel eigen animatiestijl  met films als At one View uit 1989 of Stop the Greenhouse Effect uit 1992. Vanaf 1983 biedt het Fonds voor de Nederlandse Film mogelijkheden voor financiële ondersteuning bij de totstandkoming van korte animatiefilms. De jaren tachtig kenmerken zich door een verdere professionalisering van de animatiesector in Nederland. In deze jaren krijgt animatiefilm als vak steeds vastere voet aan de grond binnen curricula aan verschillende kunstacademies. In 1985 vindt de eerste editie plaats van het volledig aan animatiefilm gewijde filmfestival het Holland Animation Film Festival. Nico Crama zet met Stichting Holland Animation in 1981 een professioneel productiehuis op voor de korte vrije animatiefilms. Crama produceert onder meer de eigenzinnige animatiefilm De Karakters uit 1986 van Evert de Beijer waarin letters en karaktervormen tot leven komen. Deze film wordt in 2000 door de leden van Vereniging Holland Animation gekozen tot beste Nederlandse animatiefilm van de eeuw.

### 1990 - 2000
De stroom korte auteursfilm films zet in de jaren negentig gestaag door. Piet Kroon maakt in 1998 T.R.A.N.S.I.T, een film over een liefdesdrama dat zich afspeelt op zeven verschillende locaties. De vormgeving van deze film is geïnspireerd op design uit de jaren 20. Kroon vertrekt naar de Verenigde Staten om onder meer als story-artist bij de grote animatiestudio’s te gaan werken. Maarten Koopman maakt in 1996 een succesvolle serie korte animatiefilms Beroemde Schilderijen, waarin hij zijn eigen visie geeft op een aantal meesterwerken uit de kunstgeschiedenis. Bart Vegter is een pionier op het gebied van abstracte film en computeranimatie. De film Nacht-Licht uit 1993 is de eerste film waarin hij beelden genereert met behulp van een zelfgeschreven computerprogramma. Diverse kleine studio’s combineren het maken van toegepaste animaties voor bijvoorbeeld televisie en muziekindustrie met vrije producties, zoals Rosto met zijn film Beheaded uit 1999 of Greg Lawson met de film Safe Sex: the manual uit 1993. In 1993 neemt het Nederlands Instituut voor Animatiefilm (NIAF) de distributietaken en het archief van STAP over, en richt zich daarnaast op een artist-in-residence programma voor talentvolle filmmakers uit binnen- en buitenland. Christa Moesker is een van de vijftig deelnemers van het NIAF en gooit in 1997 hoge ogen met haar tekenfilm Sientje over een klein boos meisje. In 1998 draagt Crama zijn producentschap over aan il Luster, dat daarmee de meest productieve producent wordt van korte vrije films. Adriaan Lokman ontwerpt een abstract virtueel 3D landschap in de film Barcode, en wint in 2002 de Grand Prix op het prestigieuze Festival international du film d'animation d'Annecy. Rond de eeuwwisseling krijgt de digitalisering zowel in de productie als distributie van animatiefilms haar beslag. Michael Dudok de Wit wint in 2000 een Oscar voor zijn poëtische film Father and Daughter.

## Regisseurs
- George Debels
- Evert de Beijer
- Gerrit van Dijk
- Wouter Dijkstra
- Paul Driessen
- Michael Dudok de Wit
- Harrie Geelen
- Joop Geesink
- Co Hoedeman
- George Pal
- Monique Renault
- Børge Ring
- Rosto
- Erik van Schaaik
- Marten Toonder

## Bedrijven en producenten
- Comic House
- il Luster
- Job, Joris & Marieke
- Joop Geesink’s Dollywood
- Nederlands Instituut voor Animatiefilm
- Nico Crama
- Toonder Studio's
- Vereniging Nederlandse Animatie Producenten

## Filmprijzen

### Oscars (winnaars en genomineerden)
- 1977 Het Zandkasteel, Co Hoedeman (winnaar)
- 1978 Oh, My Darling, Børge Ring (nominatie)
- 1985 Anna & Bella, Børge Ring (winnaar)
- 1994 The Monk and the Fish, Michael Dudok de Wit (nominatie)
- 1999 3 Misses, Paul Driessen (nominatie)
- 2000 Father and Daughter, Michael Dudok de Wit (winnaar)
- 2014 A Single Life, Job Joris & Marieke (nominatie)

### Gouden Kalveren
- 1982 Nog Eens, Hans Nassenstein (beste korte film)
- 1984 A Good Turn Daily, Gerrit van Dijk (beste korte film)
- 1985 Getekende Mensen, Harrie Geelen (beste lange documentaire)
- 1997 Sientje, Christa Moesker (beste korte film)
- 2015 Under the Appletree, Erik van Schaaik (beste korte film)
- 2017 Polska Warrior, Camiel Schouwenaar (beste korte film)
- 2022 Knor, Mascha Halberstad (beste film, beste regie, beste production design)